# Guinée aux Jeux olympiques d'été de 1968
La Guinée a participé aux Jeux olympiques pour la première fois aux Jeux olympiques d'été de 1968 à Mexico, au Mexique .
La Guinée n'a envoyé qu'une équipe de football.

## Porte drapeau
Morciré Sylla était le porte drapeau de la délégation guinéenne.